# ثيؤدوسيوس الأول (بابا الإسكندرية)
ثيؤدوسيوس الأول، بابا الإسكندرية وبطريرك الكرازة المرقسية للأقباط الأرثوذكس رقم 33. أصله من الإسكندرية، وأقام بطريركاً 31 سنة و4 أشهر و15 يوماً، في الفترة من يوليو عام 544 حتى 21 يونيو عام 567 م، وتوفي.